# Johann Baptist Rauch
Johann Baptist Rauch, mit dem gängigen Rufnamen Hans Rauch (* 18. Dezember 1885 in Amberg, Oberpfalz; † 2. August 1963 in  Heiden AR, Schweiz) war Diplom-Landwirt, deutscher Politiker (Zentrum, BVP), bayerischer Landtagsabgeordneter und Hochschullehrer. Bekannt ist Rauch vorrangig als Initiator der Marketingkampagne „Reinheitsgebot“.

## Leben
Rauch besuchte die Volksschule wie auch eine Realschule in seiner Geburtsstadt Amberg. Anschließend bildete er sich fort an der Industrieschule in Nürnberg sowie an der Akademie der Landwirtschaft Weihenstephan und absolvierte danach ein Studium der Naturwissenschaft, Landwirtschaft und Volkswirtschaft in München, Jena und an der Technischen Hochschule München.
1906/07 führten ihn mehrere Studienreisen ins Ausland. 1907 wurde er Sekretär der Zentralgenossenschaft der christlichen Bauernvereine. Danach war er als Wanderlehrer an den landwirtschaftlichen Winterschulen in Weltenburg, Plankstetten, Cham und Mühldorf am Inn tätig. 1910–1914 war er Kreisfischereisachverständiger und Kreiswanderlehrer bei der Regierung in Oberfranken und Sachverständiger der Lebensmittelstelle München.
1914–1916 nahm er am Ersten Weltkrieg teil; anschließend wurde er als Sachverständiger bei der Heeresverpflegungsbehörde des preußischen und bayerischen Kriegsministeriums angestellt.
1917 wurde er Leiter der Buchstelle und Lehrer für landwirtschaftliches Rechnungswesen, Handels- und Betriebswissenschaften sowie landwirtschaftlicher Fachberater an der Hochschule für Landwirtschaft und Brauerei Weihenstephan.
Am 7. März 1917 wurde er in die Kammer der Abgeordneten berufen, wo er am 4. März 1918 die erste belegte Erwähnung der Wortschöpfung „Reinheitsgebot“ in Bayern zu Protokoll gab.
Am 11. Juli 1918 erfolgte die Ernennung zum königlich-bayerischen Professor, ohne dass er zuvor auch nur promoviert worden war.
1921 wurde Rauch Generalreferent für den Buch- und Betriebsprüfungsdienst der Reichsfinanzverwaltung und am 1. Oktober 1921 zum Ministerialrat ernannt.
Am 9. November 1922 erhielt er ein Mandat für den Bayerischen Landtag, das bei den folgenden Wahlen bis 1933 jeweils erneuert wurde. Ab Dezember 1923 war Rauch am Landesfinanzamt München tätig.
1933 wurde Rauch zeitweise zum Oberregierungsrat zurückgestuft. Von 1933 bis 1936 war er SA-Mitglied, zum 1. Mai 1937 trat er der NSDAP bei (Mitgliedsnummer 5.227.727). Rauch soll laut Verwaltungshandbuch der Bayerischen Landesbibliothek eine „zentrale Figur“ im bayerischen katholischen Widerstand gewesen sein. Im Juni 1939 wurde Rauch im SD-Bericht "Erfassung führender Männer der Systemzeit (Konfessionelle Parteien)" erfasst und stand wie andere ehemalige Zentrums- und BVP-Politiker unter ständiger Beobachtung.
Ab 1939 wurde er dann doch wieder als Ministerialrat beim Reichsfinanzhof in München beschäftigt.
1941 wurde er zum Finanzpräsident und Leiter der Abteilung II (Steuern) des Oberfinanzpräsidenten München berufen und von Juli 1944 bis Kriegsende mit der Führung der Geschäfte des Oberfinanzpräsidenten Nürnberg betraut.
Im Mai 1945 wurde er von der neuen Landesregierung vorläufig als Präsident des Oberfinanzbezirks Südbayern eingesetzt, musste diese Tätigkeit aber bereits im Juni 1945 wegen Krankheit aufgeben.
Ab 1948 war er Landestreuhänder für die Erfassung des ehemaligen Reichsnährstandsvermögens in Bayern, später dann Generalbevollmächtigter der Herzoglichen Verwaltung in Tegernsee.

## Ehrungen
Rauch bekam den Bayerischen Verdienstorden.

## Schriften
- Was muß der Landwirt und Gewerbetreibende von dem Gesetz über die Kriegsabgabe vom Vermögenszuwachs wissen?: Leichtfaßliche Darstellung des Steuergesetzes – Speziell bearbeitet für Landwirte und Gewerbetreibende. Selbstverlag der Buchstelle Weihenstephan 1920.